# Kijivu

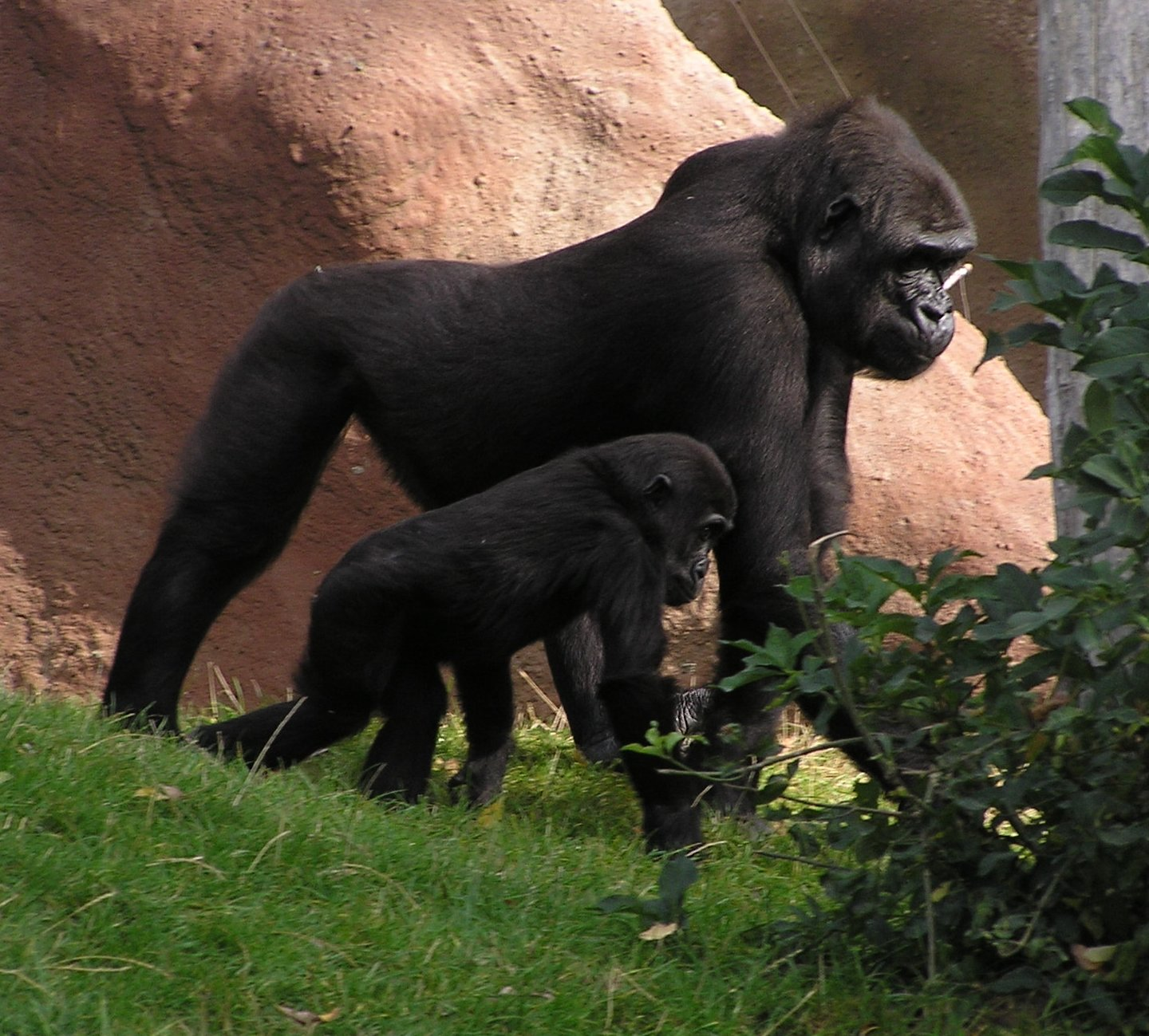
Kijivu se svým mládětem Mojou

Kijivu (* 18. března 1993 Apeldoorn) je samice gorily nížinné žijící od roku 2001 v Zoo Praha. V roce 2004 se stala matkou prvního mláděte gorily odchovaného v českých zoo, kterým byla samice Moja.
Úspěšně porodila čtyři mláďata se samcem Richardem a je tak zároveň nejúspěšnější matkou z celé tlupy pražských goril. V roce 2024 se očekává narození jejího dalšího potomka. Páté mládě a druhá dcera se Kijivu narodila 12. dubna 2024, otcem je nový chovný samec Kisumu. Kmotrou této samičky se stala dr. Jane Goodall a určila pro ni jméno Gaia se symbolickým významem: Matka Země.

## Potomci
Děti:
- 13. prosince 2004 Moja (otec Richard), žije v Přírodním parku Cabárceno
- 30. května 2007 Tatu (otec Richard), nešťastně zahynul 27. července 2012
- 24. dubna 2010 Kiburi (otec Richard), žije v Zoo Praha
- 22. prosince 2012 Nuru (otec Richard), žije v Zoo Praha
- 12. dubna 2024 dcera Gaia narozená v Rezervaci Dja (otec Kisumu), žije v Zoo Praha

Vnoučata:
- 16. dubna 2013 porodila Moja v Přírodním parku Cabárceno svoje první mládě, samičku Duni, která žije od 16. září 2022 v Zoo Praha.

Pravnoučata:
- 2. ledna 2024 porodila Duni v Zoo Praha své první mládě, samičku jménem Mobi, což v africkém dialektu badjoué znamená dědička - o návrhy jmen pro Mojino vnouče požádala pražská zoo kamerunské účastníky projektu Toulavý autobus a poté byl seznam deseti jmen předložen k hlasování české veřejnosti[6]

## Sameček Tatu
Po porodu samečka Tatu se na začátku srpna 2007 potýkala se závažnými potížemi trávicího traktu pravděpodobně následkem zvýšené zátěže po porodu a horka. Kijivu na čas přestala mládě kojit, ale úspěšně byla zaléčena po nasazení antibiotik. Tatu nakonec nešťastně zahynul v létě roku 2012, když se při hře oběsil na laně, které rozpletl a omotal kolem sebe. Nepomohla ani resuscitace pracovníky zoo. Jeho ostatky pak byly přepraveny do sbírek Národního muzea v Praze.